# Etzdorf (Striegistal)
Etzdorf ist ein Ortsteil der Gemeinde Striegistal im Landkreis Mittelsachsen in Sachsen. Der Ort schloss sich am 1. Januar 1994 mit fünf weiteren Orten zur Gemeinde Tiefenbach zusammen, die wiederum seit dem 1. Juli 2008 zur Gemeinde Striegistal gehört. In Etzdorf befindet sich der Sitz der Gemeindeverwaltung von Striegistal.

## Geographie

### Geographische Lage
Etzdorf liegt im Norden der Gemeinde Striegistal auf der Wasserscheide zwischen der Freiberger Mulde und der Tiefenbach. Der das Dorf durchfließende Steinbach entwässert in die Striegis.

### Nachbarorte
| Grunau   | Roßwein                                     | Gersdorf   |
| Naundorf | Kompassrose, die auf Nachbargemeinden zeigt | Marbach    |
| Böhrigen | Berbersdorf                                 | Schmalbach |

## Geschichte

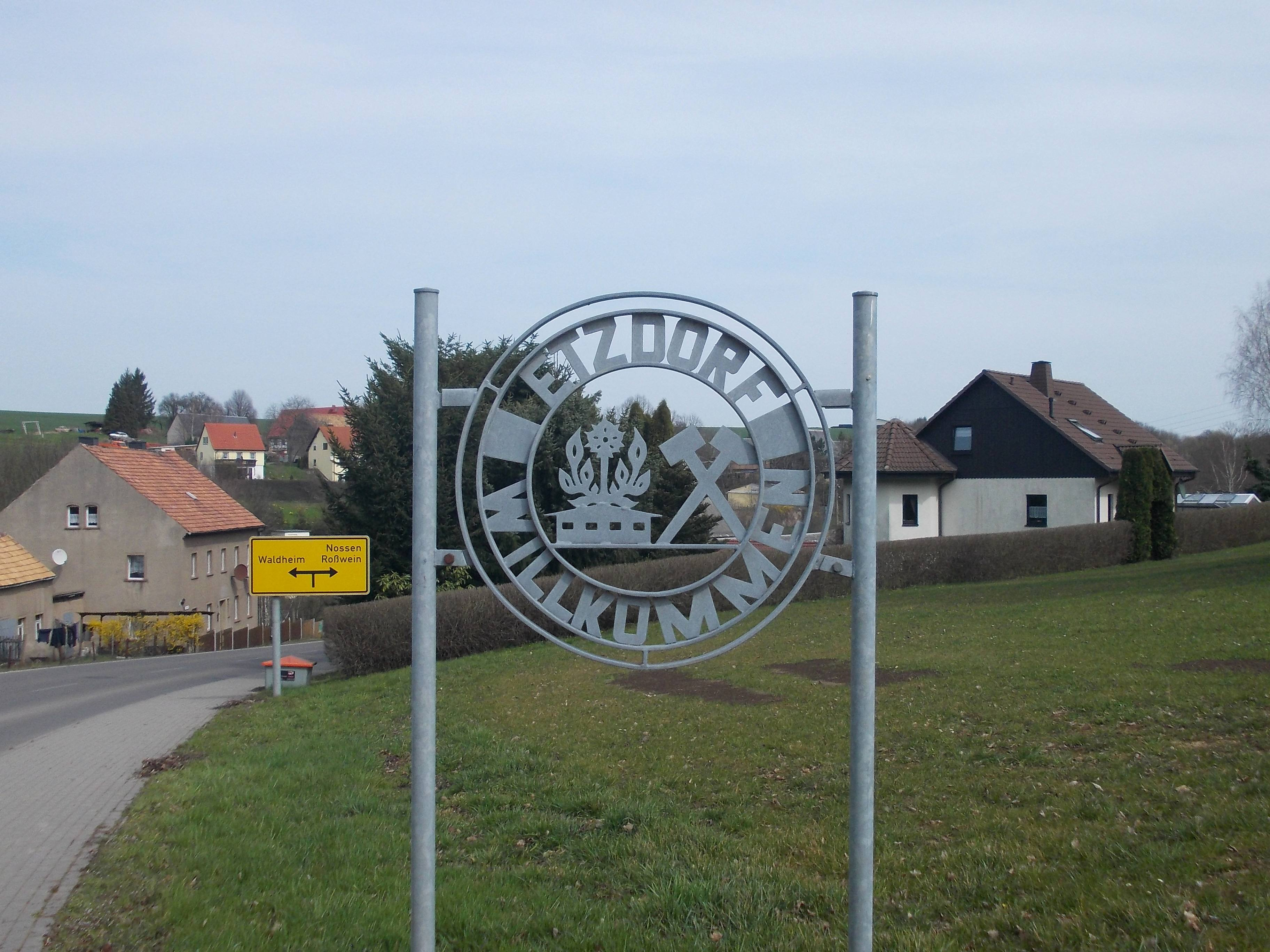
Ortseingang

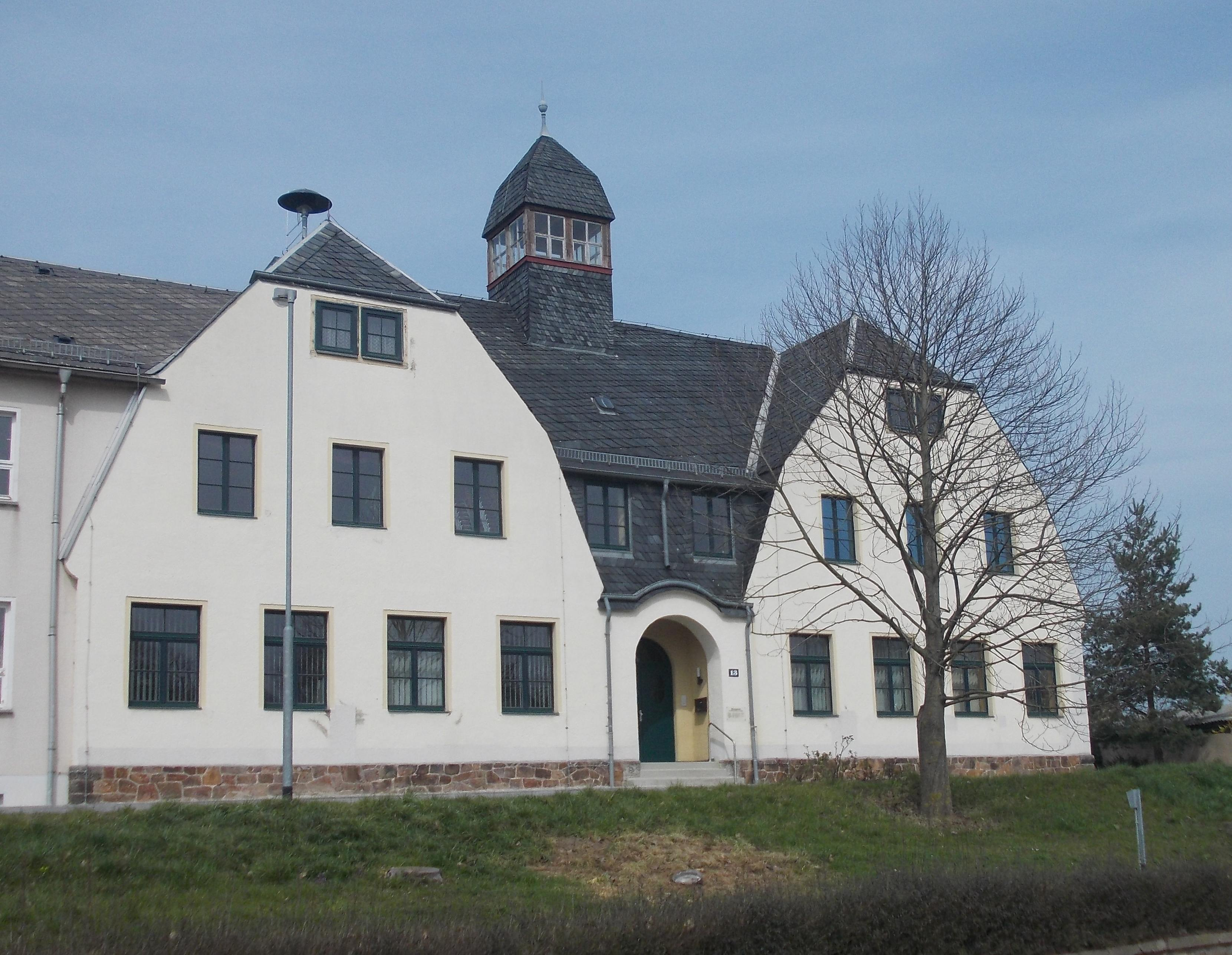
Gemeindeverwaltung von Striegistal in Etzdorf

Etzdorf wurde, wie die umliegenden Orte auch, im Zuge der Deutschen Ostsiedlung im 12. Jahrhundert gegründet. Schriftliche Belege aus der Zeit der Besiedlung sind nicht bekannt. Der erste urkundliche Nachweis stammt aus dem Jahr 1314 als „Ezwinstorf“. Ähnlich wie in anderen umliegenden Dörfern, es sollen nur Marbach und Rossau genannt werden, bestand das Reihendorf mit Waldhufenflur Etzdorf ursprünglich aus zwei bäuerlichen Gemeinden.
Etzdorf lag am nördlichen Rand des Gebietes, das Markgraf Otto roden und durch Kaiser Barbarossa dem Kloster Altzella stiften ließ. Um 1445 war in Etzdorf ein Rittersitz nachweisbar. Nach der Reformation kam Etzdorf bezüglich der Grundherrschaft schriftsässig zum Rittergut Gersdorf. Dem Rittergutsbesitzer oblag die Gerichtsbarkeit und das Patronat über Kirche und Schule. Nach der Säkularisation des Klosters Altzella im Jahr 1540 gehörte Etzdorf bis 1856 zum kursächsischen bzw. königlich-sächsischen Amt Nossen. Ab 1856 gehörte Etzdorf zum Gerichtsamt Roßwein und ab 1875 zur Amtshauptmannschaft Döbeln, welche 1939 in Landkreis Döbeln umbenannt wurde. Vor 1875 wurden Gersdorf und Hohenlauft eingemeindet. Der Ortsteil Hohenlauft wurde allerdings zum 1. Juli 1950 nach Niederstriegis umgegliedert.
Mit der zweiten Kreisreform in der DDR kam die Gemeinde Etzdorf mit Gersdorf im Jahr 1952 zum neu gegründeten Kreis Hainichen im Bezirk Chemnitz (1953 in Bezirk Karl-Marx-Stadt umbenannt). Seit 1990 gehörte die Gemeinde Etzdorf zum sächsischen Landkreis Hainichen, der 1994 im Landkreis Mittweida und 2008 im Landkreis Mittelsachsen aufging.
Am 1. Januar 1994 schloss sich die Gemeinde Etzdorf samt dem Ortsteil Gersdorf mit den Gemeinden Dittersdorf, Arnsdorf, Naundorf, Marbach (mit Kummersheim) und Böhrigen zur Gemeinde Tiefenbach zusammen. Der Sitz der neuen Gemeinde wurde die ehemalige Etzdorfer Schule. Die Gemeinden Tiefenbach und Striegistal wiederum schlossen sich am 1. Juli 2008 zur neuen Gemeinde Striegistal zusammen, wodurch Etzdorf seitdem ein Ortsteil und der Gemeindesitz von Striegistal ist.
Das alte Umspannwerk von Etzdorf ist ein Ausstellungsort im Rahmen der Kulturhauptstadt Europas 2025 – Chemnitz.

## Schreibweisen und Deutung des Ortsnamens
1314: Ezwinstorf
1382: Eczilsdorf
1412: Oczilstorff
1445/1447: die Marschlage  zu Eczilstorf
1477: Eczsdorff
1485: Etzdorff
Der Name könnte auf einen Personennamen Ezwin zurückgehen, der allerdings in Sachsen bisher nicht nachgewiesen wurde. Möglich wäre auch ein Schreibfehler in der Urkunde von 1314. Die 1791 formulierte Anlehnung von Etz an Erz entsprang der Fantasie des Schreibers.

## Pfarrkirche St. Marien

### Bau

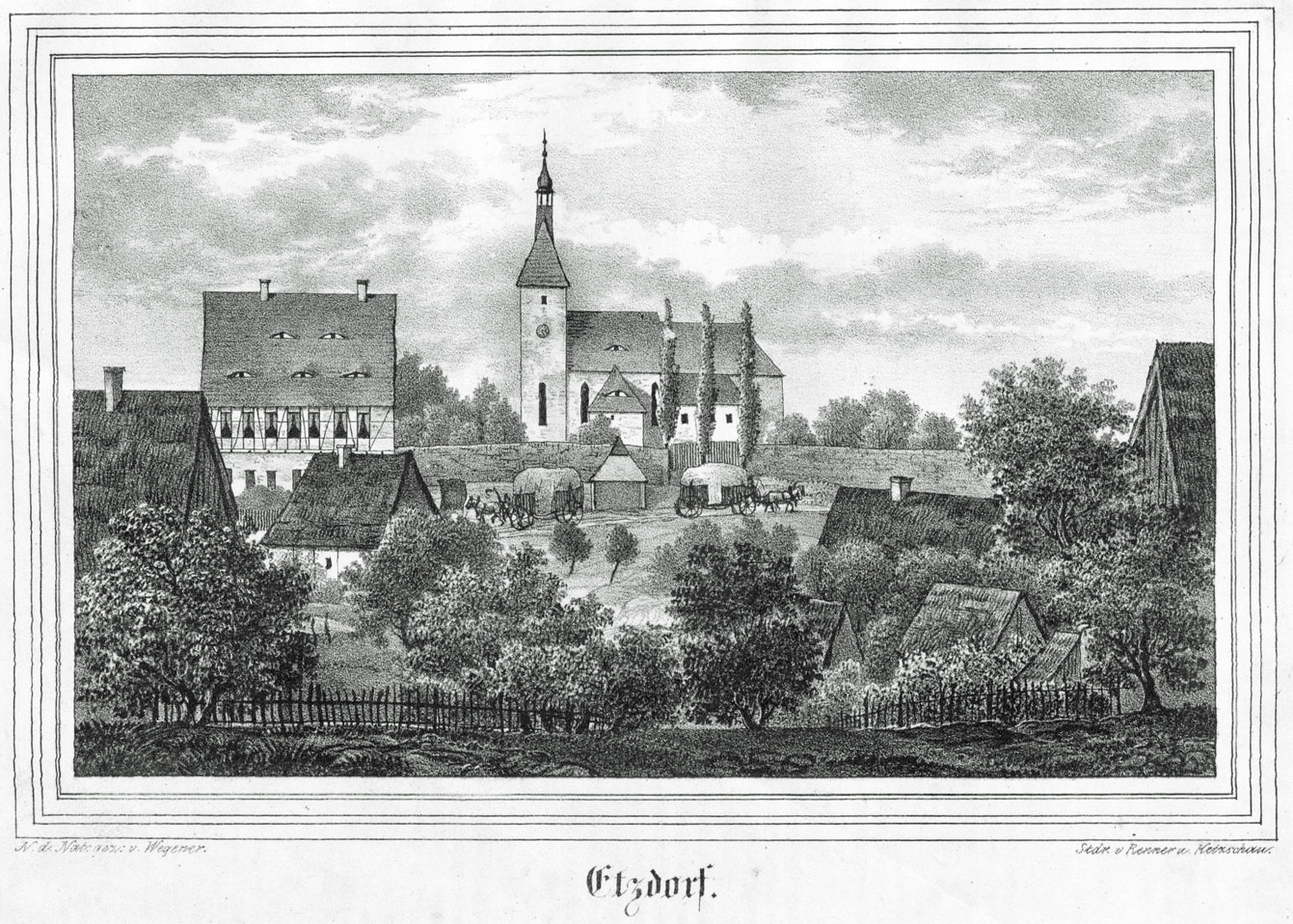
Kirche und Pfarrhaus um 1840

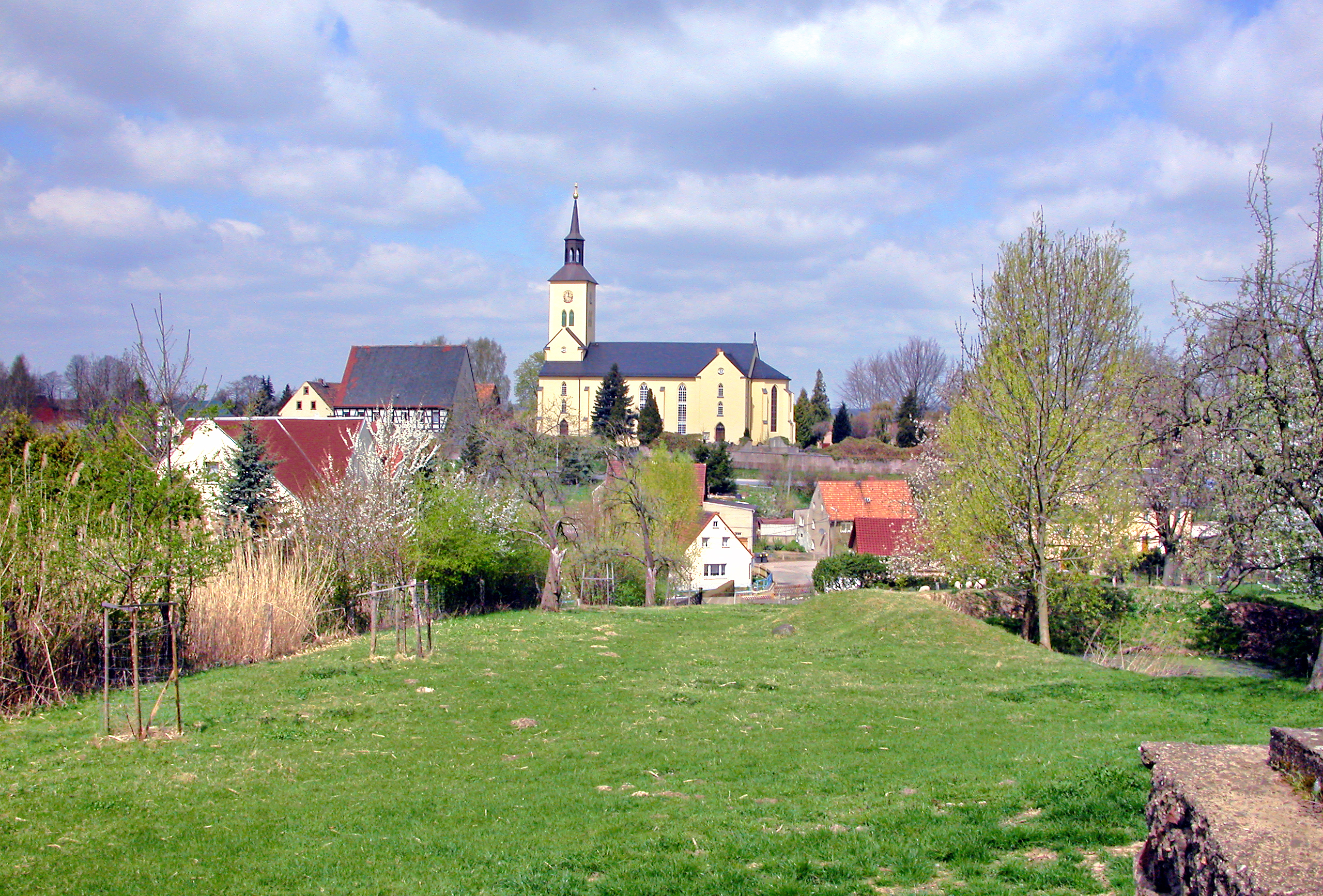
Kirche und Pfarrhaus 2010

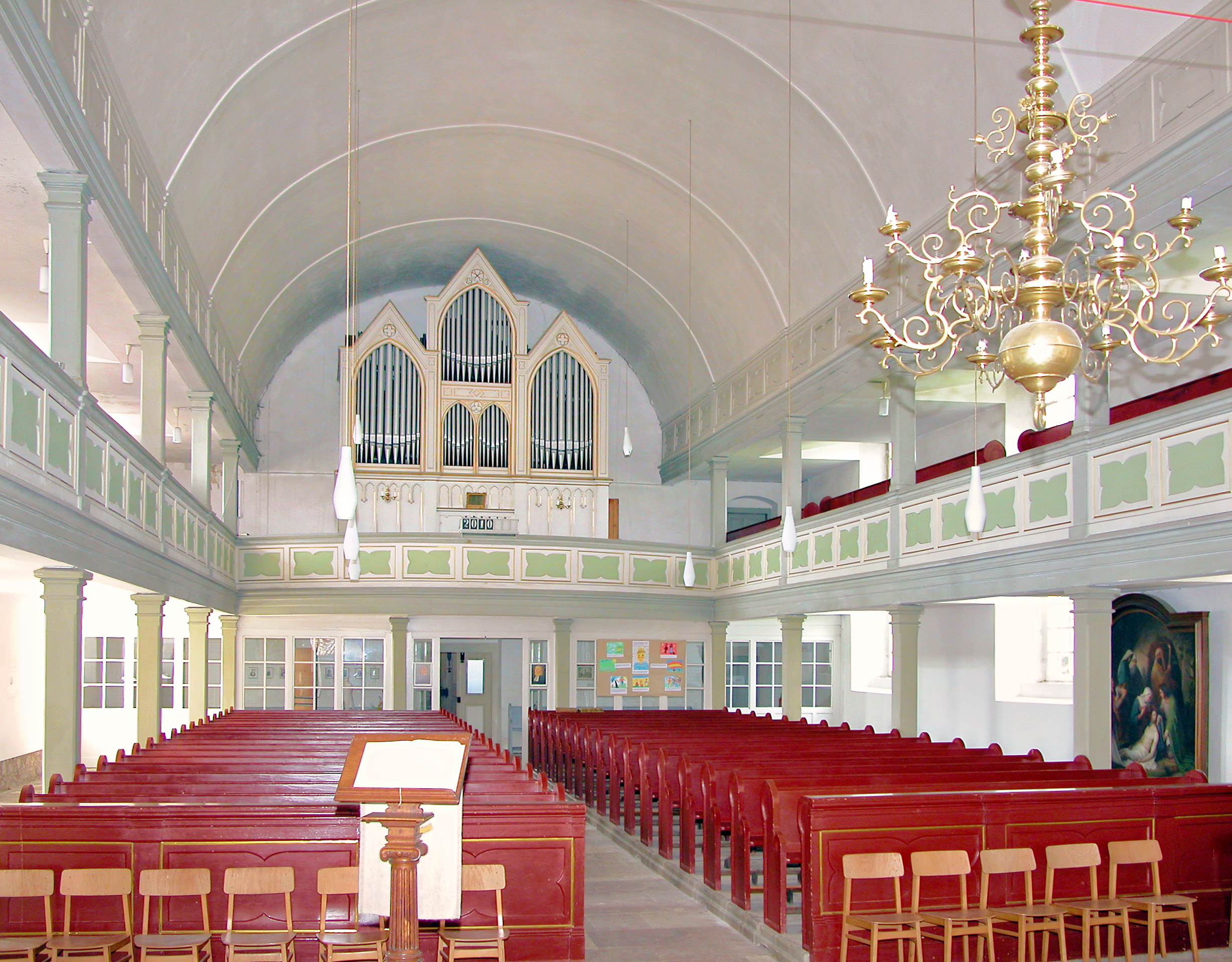
Kirche mit Bärmig-Orgel von 1867

Die Kirche ist bis auf Reste des Turmes ein Neubau aus dem Jahr 1865 mit schlichten romanischen und gotischen Formen. Aus dem Vorgängerbau blieben eine Porphyr-Taufe aus dem 17. Jahrhundert, ein Alabasterrelief um 1600 und ein Sandstein-Grabdenkmal von 1668 erhalten.
Als die Kirche, dem Bevölkerungswachstum im 19. Jahrhundert geschuldet, zu klein wurde, entschied sich die Kirchgemeinde für einen Neubau des Kirchenschiffs. Der Turm blieb im unteren Teil erhalten. Man baute ein großzügiges flach gedecktes Kirchenschiff mit drei Emporen nach dem Vorbild der barocken Emporenkirchen, kombiniert mit einem „gotischen“ Chor und „gotischen“ Spitzbogenfenstern. Die heute noch vorhandene Orgel wurde 1867 eingebaut. Sie stammt aus der Werkstatt von Johann Gotthilf Bärmig aus Werdau.
Im Zusammenhang mit einer Restaurierung des Innenraumes wurde in das Kirchenschiff 1966 ein Tonnengewölbe eingezogen. Es liegt auf der Brüstung der dritten Empore auf und ist deshalb aus statischen Gründen in „Leichtbauweise“ errichtet. Dazu wurden Bambusstäbe mit Drähten an die Decke gehängt. Diese Bambusstäbe wurden mit Mörtel zu einem Gewölbe verklebt. Nach der Verfestigung dieses Materials wurden die Drähte überflüssig und teilweise entfernt.

### Vorgeschichte
Über die frühere Kirche ist folgendes bekannt: Nach Beyer gab es 1346 in Etzdorf eine der Jungfrau Maria gewidmete Kirche. Für die hier um die Mitte des 12. Jh. siedelnden Menschen war Gottesdienst ein Lebensbedürfnis. So wurde, wie jedem Bauern, auch der Kirche eine Hufe Landes oder mehr übergeben, das, wie in Etzdorf belegt, reihum von den Bauern bewirtschaftet wurde. Damit waren auch der Bau eines Gotteshauses und einer Pfarrerwohnung verbunden. Das war die Lebensgrundlage für den Pfarrer.
Aus vorreformatorischer Zeit sind die Namen von fünf Pfarrern überliefert:
- Dietrich 1418
- Matthäus Krause, 1480 gestorben
- Blasius Krause
- Georg Jähnichen
- Magister Melchior Bagarius, der letzte katholische Pfarrer, der nach 1539 den evangelischen Glauben annahm und noch 1546 im Amt gewesen sein soll.

Nach der Reformation kamen mehrere Glocken und ein Altar aus dem Kloster Altzella nach Etzdorf.

### Silbermann-Orgel
Im Jahr 1745 kaufte die Kirchgemeinde ein Orgelpositiv, das Gottfried Silbermann spätestens 1734 gebaut hatte. Das Instrument verfügte über ein Manual und acht Register. Vermisst wurden tiefe, die Kirche durchdringende Töne. Im Jahr 1796 bezahlte die Herrschaft in Gersdorf zwei Bassregister mit Pedal und zwei neue Blasebälge der Firma Benzky in Dresden.
Im Jahr 1838 wurde die Orgel nach Wallroda gegeben. Von dort gelangte sie 1902 nach Bischofswerda, war schließlich ab 1919 in Privatbesitz, bis sie 1939 ihren Standort im Bremer Dom fand. Zu diesem Zeitpunkt waren noch 75 der ursprünglich 100 Pfeifen vorhanden. 1994 erfolgte in der Dresdner Orgelwerkstatt Wegscheider eine Rekonstruktion und Restaurierung. Heute befindet sich das Instrument wieder weitgehend im Originalzustand. Gleichzeitig fertigte die Werkstatt eine Kopie des Instrumentes an, die seit 1994 im Gottfried-Silbermann-Museum in Frauenstein im Erzgebirge steht.